# Lego Gwiezdne wojny: Przerażające historie
Lego Gwiezdne wojny: Przerażające historie (oryg. Lego Star Wars Terrifying Tales) – krótkometrażowy film z serii Lego, osadzony w świecie Gwiezdnych wojen. Za reżyserię odpowiada Ken Cunningham, a scenariusz napisał David Shayne. W głównych rolach wystąpili Jake Green, Dana Snyder, Christian Slater, Mary Elizabeth McGlynn, Raphael Alejandro, Tony Hale, Trevor Devall oraz Matt Sloan. Produkcja zadebiutowała 1 października 2021 roku na platformie Disney+. Nie należy do kanonu Gwiezdnych wojen.

## Fabuła
Po wylądowaniu na planecie Mustafar, Poe Dameron i BB-8 odwiedzają twierdzę Dartha Vadera. Sługa Vadera, Vaneé, opowiada im trzy historie, dotyczące Sithów: pierwszą o tym, jak młody Ben Solo po raz pierwszy spotyka Rena i jego rycerzy; drugą o tym, jak Darth Maul i Generał Grievous odrodzili się na nowo i trzecią o tym, co mogłoby się stać, gdyby wszystkie największe życzenia Luke’a Skywalkera zostały natychmiast spełnione.

## Obsada
- Jake Green jako Poe Dameron[4]
- Dana Snyder jako Graballa[4]
- Christian Slater jako Ren[4]
- Mary Elizabeth McGlynn jako NI-L8[4]
- Raphael Alejandro jako Dean[4]
- Tony Hale jako Vaneé[4]
- Trevor Devall jako Imperator Palpatine[4]
- Matt Sloan jako Darth Vader[4]

Ponadto w filmie wystąpili również: A.J. LoCascio jako Han Solo oraz pilot imperialny; Matthew Wood jako Ben Solo, Generał Grievous oraz droidy bojowe; Barbara Goodson jako Matka Talzin, David Acord jako droid medyczny oraz pilot Rebelii; Shelby Young jako księżniczka Leia; James Arnold Taylor jako Obi-Wan Kenobi oraz Cozler; Danny Jacobs jako Raam, Watto, oraz droid protokolarny; John DiMaggio jako Baash oraz wujek Owen.

## Produkcja
Film wyprodukowała wytwórnia Atomic Cartoons, a producentami wykonawczymi byli Jason Cosler, Jacqui Lopez, Keith Malone, Josh Rimes, James Waugh, Jill Wilfert i David Shayne. Ostatni z nich był również scenarzystą. Za reżyserię odpowiadał Ken Cunningham. Nad dźwiękiem pracowali Bonnie Wild oraz David W. Collins. Muzykę do filmu skomponował Michael Kramer.

## Wydanie
Film został wydany 1 października 2021 na platformie Disney+.